# Uttertjärnen (Malungs socken, Dalarna, vid Fjällrämmen)
Uttertjärnen är en sjö i Malung-Sälens kommun i Dalarna och ingår i Göta älvs huvudavrinningsområde.